# Arkhánion
Arkhánion (Archani) är en ort i Grekland.   Den ligger i prefekturen Fthiotis och regionen Grekiska fastlandet, i den centrala delen av landet, 170 km nordväst om huvudstaden Aten. Arkhánion ligger 204 meter över havet och antalet invånare är 363.
Terrängen runt Arkhánion är huvudsakligen kuperad, men åt sydost är den platt. Runt Arkhánion är det ganska glesbefolkat, med 36 invånare per kvadratkilometer. Närmaste större samhälle är Makrakómi, 5,6 km sydväst om Arkhánion. == Kommentarer ==
1. ↑  Framräknat ur variansen i alla höjduppgifter (DEM 3") från Viewfinder Panoramas, inom 10 km radie.[2] Mer om algoritmen finns här: Användare:Lsjbot/Algoritmer.